# Рудник Валдон
Рудник Валдон – колишній гірничодобувний майданчик на заході Австралії.
Розробка золоторудного родовища Валдон організувала компанія Norton Gold Fields, головним  акціонером якої була китайська Zijin Mining Group Company Limited.
Роботи на Навахо-Чіф почались у серпні 2009-го та тривали по серпень 2010 року. Вони велись велись відкритим способом, при цьому за допомогою скреперів спершу прибрали біля 25 метрів розкривних порід. У відповідності до проекту з Валдон розраховували вилучити 0,95 млн тонн руди і отримати 1,8 тонни золота, при цьому за квітень – серпень 2010-го фактично видобули 0,69 млн тонн руди та  1 тонну золота.
Руду віправляли на переробку на фабрику з вилучення золота Паддінгтон, що стала центральною для групи копалень (окрім Валдон також включала рудники Навахо-Чіф, Джанет-Іві, Гомстед-Туарт, Ентерпрайз, Голден-Сітіс).